# Gripe suína
A gripe suína é uma doença causada por alguns dos vários tipos de vírus influenza. Um vírus influenza suíno (SIV) ou vírus influenza de origem suína (S-OIV) é qualquer estirpe da família de virus influenza que seja endêmica à porcos. Segundo dados de 2009, as estirpes conhecidas de SIV incluíam influenza C e os subtipos da influenza A conhecidos como H1N1, H1N2, H2N1, H3N1, H3N2, e H2N3.
Os sinais e sintomas da gripe suína são semelhantes aos da gripe comum, tais como febre, tosse, dor de cabeça, dores musculares, dor na garganta, fraqueza, embora se verifique maior ocorrência de náuseas, vómitos e diarreia. Ao contrário da gripe comum, costuma apresentar mais complicações em pessoas jovens, embora com uma menor taxa de mortalidade quando comparada à gripe comum.

## Gripe suína zoonótica

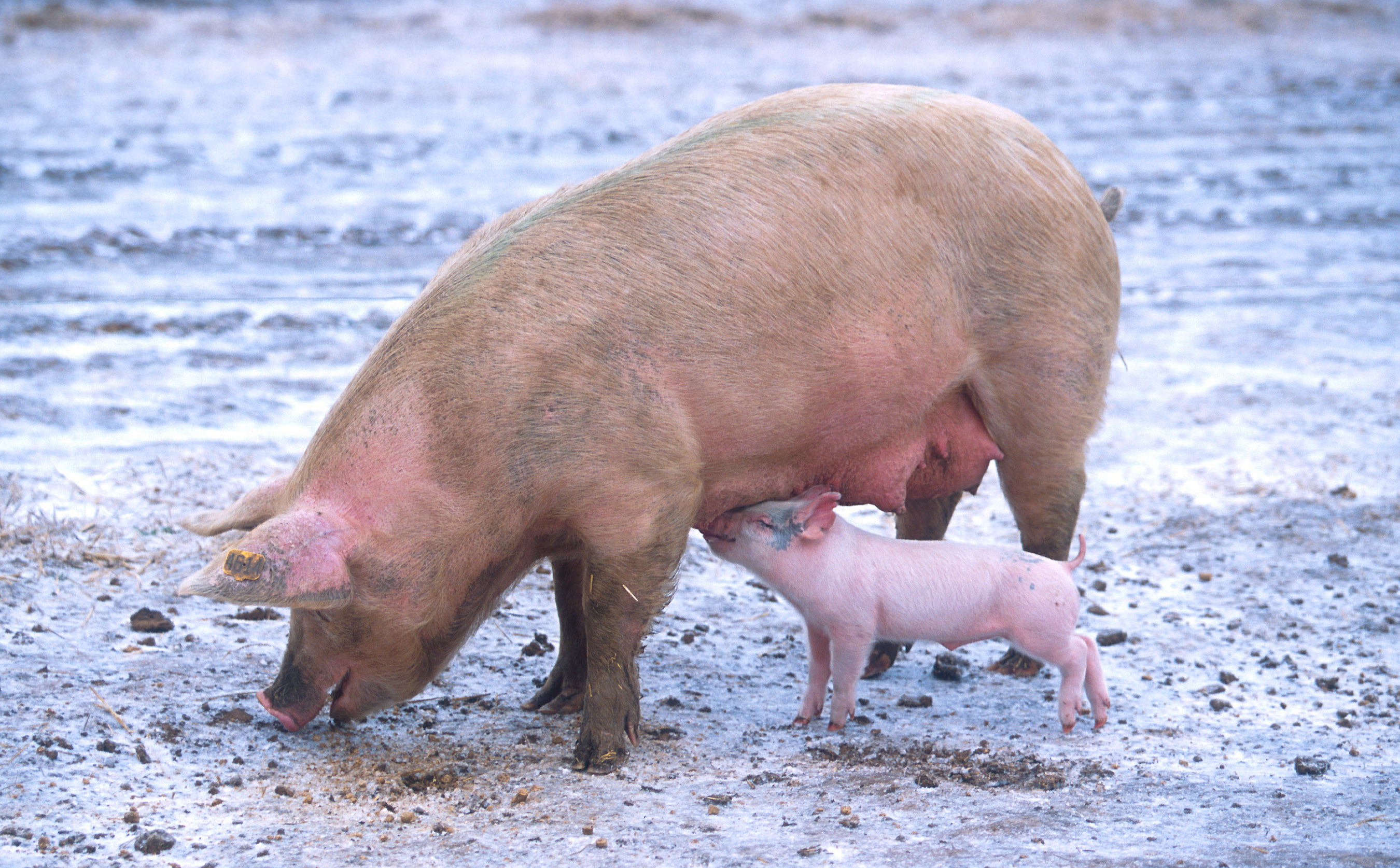
A gripe suína é endémica em porcos.

A gripe suína (também conhecida como gripe A) é comum em porcos da região centro-oeste dos Estados Unidos da América (e ocasionalmente noutros estados), no México, Canadá, América do Sul, Europa (incluindo o Reino Unido, Suécia e Itália), Quénia, China continental, Taiwan, Japão e outras partes da Ásia oriental.
O vírus da gripe suína causa uma doença respiratória altamente contagiosa entre os suínos, sem provocar contudo grande mortalidade. Habitualmente não afeta humanos; no entanto, existem casos esporádicos de contágio, laboratorialmente confirmados, em determinados grupos de risco. A infecção ocorre em pessoas em contacto directo e constante com estes animais, como agricultores e outros profissionais da área. A transmissão entre pessoas e suínos pode ocorrer de forma directa ou indirecta, através das secreções respiratórias, ao contactar ou inalar partículas infectadas. O quadro clínico da infecção pelo vírus da gripe suína é em geral idêntico ao de uma gripe humana sazonal.
Os suínos podem igualmente ser infectados pelo vírus da influenza humana - o que parece ter ocorrido durante a gripe de 1918 e o surto de gripe A (H1N1) de 2009 -  assim como pelo vírus da influenza aviário.  A transmissão de gripe suína de porcos a humanos não é comum e carne de porco correctamente cozida não coloca risco de infecção. Quando transmitido, o vírus nem sempre causa gripe em humanos, e muitas vezes o único sinal de infecção é a presença de anticorpos no sangue, detectáveis apenas por testes laboratoriais.
Quando a transmissão resulta em gripe num ser humano, é designada gripe suína zoonótica. As pessoas que trabalham com porcos, sujeitas a uma exposição intensa, correm o risco de contrair gripe suína. No entanto, apenas 50 transmissões desse género foram registadas desde meados do século XX, quando a identificação de subtipos de gripe se tornou possível. Raramente, estas estirpes de gripe suína podem ser transmitidas entre seres humanos. Os suínos podem igualmente ser infectados pelo vírus da influenza humana - o que parece ter ocorrido durante a gripe de 1918 e o surto de gripe A (H1N1) de 2009 -  assim como pelo vírus da influenza aviário.

## Influenza A (H1N1)

### Progressão, sintomas  e tratamento

Diagrama dos sintomas da gripe A (H1N1) no ser humano. 1- Corpo em geral - febre 2- Psicológico - letargia, falta de apetite 3- Nasofaringe - rinorreia, dor de garganta 4- Sistema Respiratório - tosse 5- Gástrico - náuseas, vómitos 6- Intestino - diarreia.

Assim como a gripe humana comum, a influenza A (H1N1) apresenta como sintomas febre repentina, fadiga, dores pelo corpo, tosse, coriza, dores de garganta e dificuldades respiratórias. Esse novo surto, aparentemente, também causa mais diarreia e vômitos que a gripe convencional.
De acordo com a OMS, os medicamentos antivirais oseltamivir e zanamivir, em testes iniciais mostraram-se efetivos contra o vírus H1N1.
Ter hábitos de higiene regulares, como lavar as mãos, é uma das formas de prevenir a transmissão da doença. Além disto, deve-se evitar o contato das mãos com olhos, nariz e boca depois de tocar em superfícies, usar lenços descartáveis ao tossir ou espirrar, evitar aglomerações e ambientes fechados e ter hábitos saudáveis como hidratação corporal, alimentação equilibrada e atividade física. Caso ocorra a contaminação, o paciente deve evitar sair de casa até cinco dias após o início dos sintomas, pois este é o período de transmissão da gripe A.
Algumas organizações religiosas também orientaram aos fiéis evitar abraços, apertos de mãos ou qualquer outro tipo de contato físico para impedir a dispersão do vírus durante os cultos religiosos.

### Grupos de risco
Desde que as mortes em decorrência da gripe suína foram identificadas, alguns grupos de risco foram observados. São eles:
- Gestantes
- Idosos (maiores de 60 anos) - neste grupo existe uma situação especial pois os idosos tem sistema imunológico baixo.
- Crianças (entre 6 meses e 5 anos)
- Doentes crônicos
- Problemas cardiovasculares, exceto hipertensos
- Asmáticos
- Portadores de doença obstrutiva crônica
- Problemas hepáticos e renais
- Doenças metabólicas
- Doenças que afetam o sistema imunológico
- Obesos ou subnutridos

### Formas de contágio

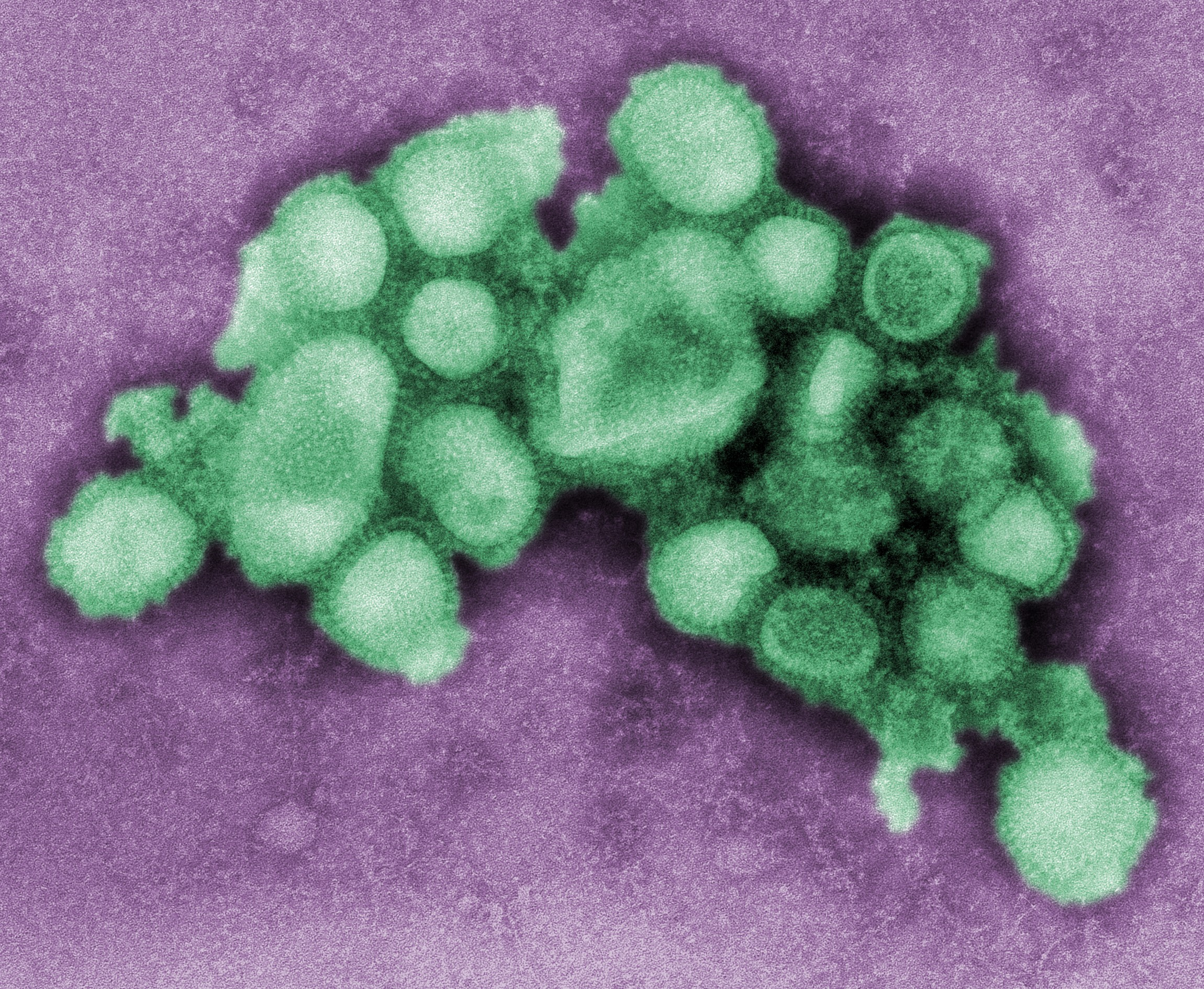
Imagem de microscópio eletrónico de uma coloração negativa de um vírus de gripe H1N1 rearranjado.

A contaminação se dá da mesma forma que a gripe comum, por via aérea, contato direto com o infectado, ou indireto (através das mãos) com objetos contaminados. Não há contaminação pelo consumo de carne ou produtos suínos. Cozinhar a carne de porco a 70 graus Celsius destrói quaisquer micro-organismos patogênicos.
Pode se espalhar como:
- Contato Direto: Por meio do contato com secreções respiratórias de uma pessoa infectada, como espirros e tosses.
- Superfícies Contaminadas: O vírus pode sobreviver em superfícies por várias horas, e tocar essas superfícies e depois tocar o rosto pode causar infecção.[12]

### Surto de gripe suína de 2009

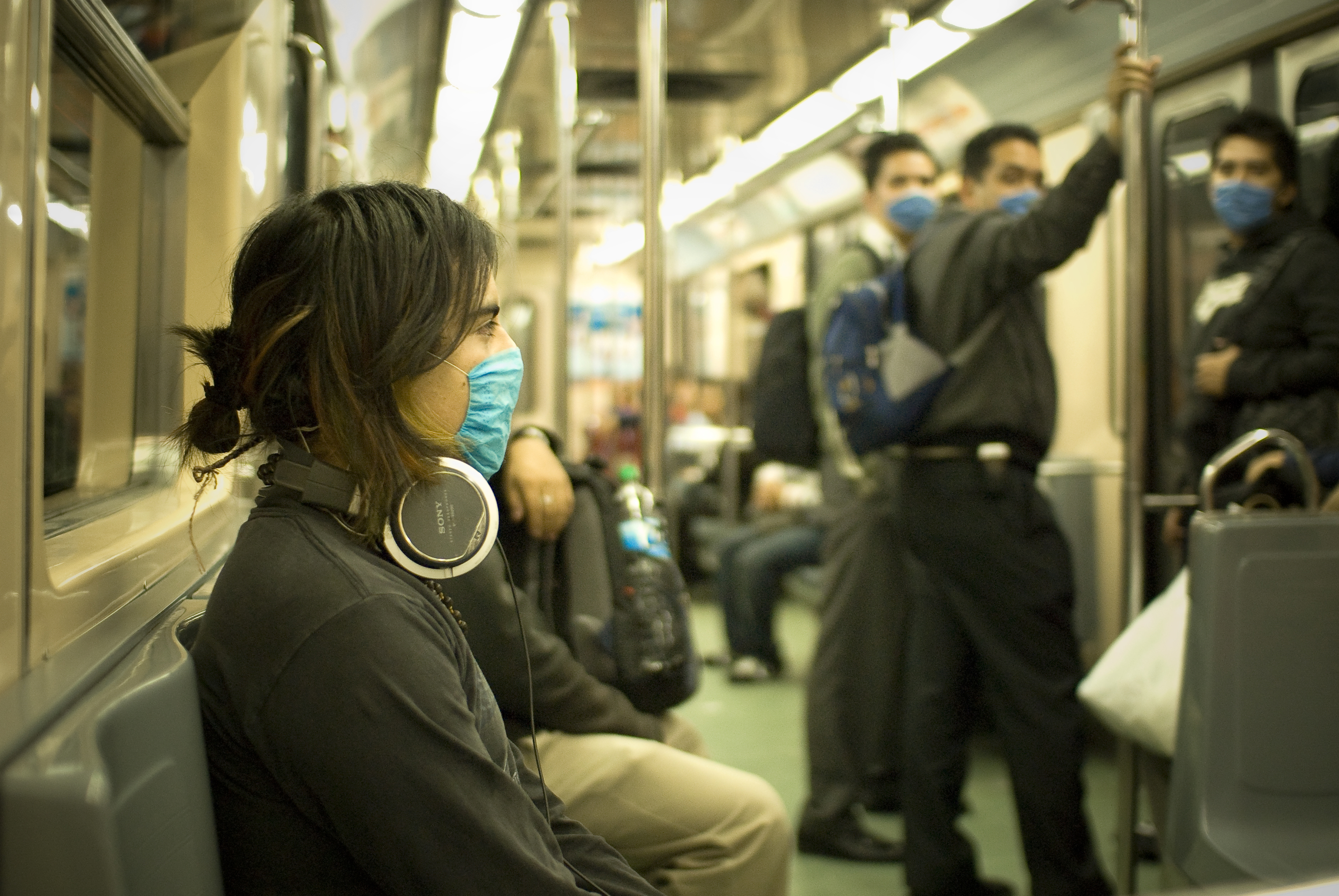
Passageiros do metrô na Cidade do México usando máscaras de proteção em 24 de Abril de 2009.

O surto de gripe suína de 2009 em humanos, oficialmente denominado como gripe A (H1N1) (português europeu) ou influenza A (H1N1) (português brasileiro), e inicialmente conhecido como gripe mexicana, gripe norte-americana, influenza norte-americana ou nova gripe, deveu-se a uma nova estirpe de influenzavirus A subtipo H1N1 que continha genes relacionados de modo muito próximo à gripe suína. A origem desta nova estirpe é desconhecida. No entanto, a Organização Mundial de Saúde Animal (OIE) anunciou que esta estirpe não foi isolada em porcos. Esta estirpe transmite-se de humano para humano, e causa os sintomas habituais da gripe.

### Vacina
Existe uma vacina para porcos e outra para pessoas
A vacina contra a gripe "convencional" oferece pouca ou nenhuma proteção contra o vírus H1N1. O Japão anunciou que pretende desenvolver uma vacina eficaz
e o Centro de Controle e Prevenção de Doenças dos Estados Unidos (CDC, na sigla em inglês) vem investigando formas de tratamento.
O Instituto Butantan, em São Paulo, está colaborando com a Organização Mundial de Saúde em uma pesquisa para elaborar uma vacina contra a gripe suína e prevê finalizar o processo dentro de quatro a seis meses.
Todavia, segundo Karl Nicholson, da Universidade de Leicester, na Grã-Bretanha, se o vírus evoluir para uma pandemia, a primeira onda vai chegar e irá embora antes que uma vacina tenha sido produzida.
Pesquisadores do Instituto Oswaldo Cruz (IOC/Fiocruz) mapearam as sequências genéticas dos  primeiros vírus influenza A (H1N1) a chegarem ao Brasil, que foram, segundo o Ministério da Saúde, coletados de quatro pacientes: dois do Rio de Janeiro, um de Minas Gerais e um de São Paulo. Segundo uma análise preliminar, o vírus encontrado nos casos brasileiros é idêntico ao que circula em outras localidades. Segundo Fernando Motta, pesquisador do Laboratório de Vírus Respiratórios e Sarampo do IOC, o sequenciamento genético é fundamental para acompanhar a evolução do vírus no país e abre a possibilidade para o desenvolvimento de protocolos de diagnóstico.